# Wetterwarte Wahnsdorf
Die ehemalige Wetterwarte Wahnsdorf, ab 1928 Meteorologisches Observatorium Wahnsdorf, liegt im Ortsteil Wahnsdorf innerhalb der sächsischen Stadt Radebeul. Sie ist unter der Adresse Altwahnsdorf 12 zu finden, die zum heutigen Sitz der sächsischen Staatlichen Betriebsgesellschaft für Umwelt und Landwirtschaft (BfUL) gehört. Auf dem Gelände steht auf 246 m ü. NHN Höhe der denkmalgeschützte Triangulationspfeiler 64 der sächsischen Landvermessung im 19. Jahrhundert.

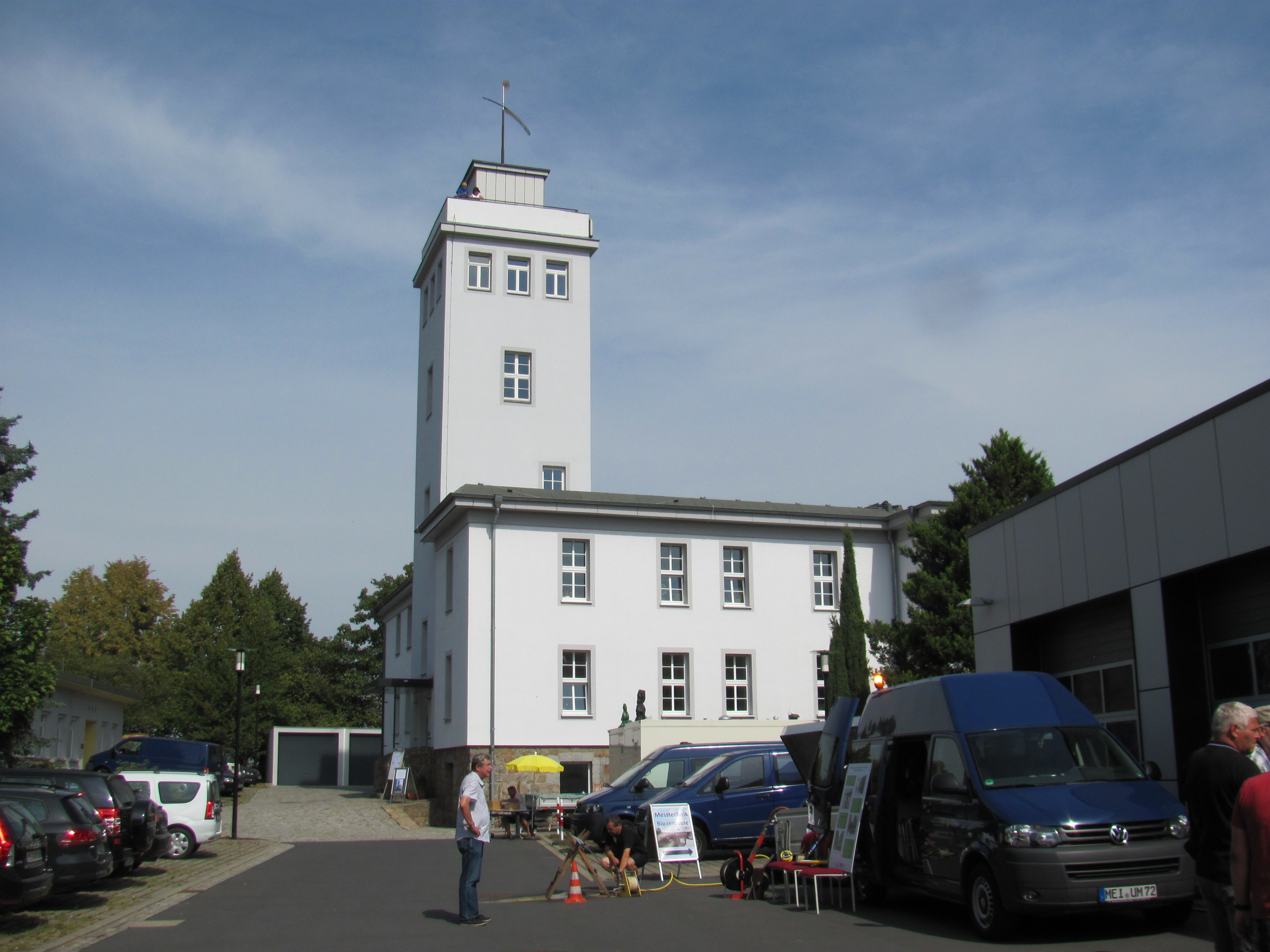
Ehemalige Wetterwarte Wahnsdorf. Die Schreibfeder als Wetterfahne ist ein modernes Kunstwerk und soll die Aufschreibung der Wetterdaten symbolisieren. Hinten links unter den Bäumen steht die Triangulationssäule.

## Wetterwarte Wahnsdorf
Die ehemalige Wetterwarte Wahnsdorf, auf deren Anwesen der 1866 errichtete Triangulationspfeiler steht, wurde 1915/16, also 50 Jahre danach, auf der Wahnsdorfer Kuppe vom Leiter der Königlich Sächsischen Landeswetterwarte, dem Meteorologen Paul Schreiber, als Landeswetterwarte errichtet und 1916 eröffnet. Das Turmhaus mit dem sechsstöckigen Turm wurde für Schreiber von dem Baumeister Alwin Höhne gebaut.
Zusammen mit Schreibers zeitgleich errichteter Wetterwarte auf dem Fichtelberg war die Wetterwarte Wahnsdorf eine der zwei ersten amtlichen Landeswetterwarten Sachsens. Ab 1921 war Eugen Alt Direktor der Landeswetterwarte. 1928 wurde sie als Observatorium Wahnsdorf in den Rang eines Meteorologischen Observatoriums erhoben. 1934 wurde die sächsische Wetterwarte dem neugeschaffenen deutschlandweiten Reichswetterdienst angegliedert und 1936 übernahm Johannes Goldschmidt (1894–1952) ihre Leitung. 1950 wurde sie Teil des Meteorologischen Dienstes der DDR. Im selben Jahr wurde der Sitz der sächsischen Landeswetterwarte von Dresden nach Radebeul in die Schuchstraße 7 verlegt.
Das Turmhaus wurde 1951 erweitert und 1962 aufgestockt sowie 1969 und 1978 durch zwei Laboratoriumsgebäude ergänzt. Seit den 1950er Jahren kam die Messung von Schadstoffen und Ozon hinzu. Nicht weit entfernt befand sich auf dem Gelände des Tautzschgenhofs die Radiosondenaufstiegsstelle Radebeul-Wahnsdorf, die mit ihren Radiosonden 1957/58 am Internationalen Geophysikalischen Jahr teilnahm, zusammen mit den anderen DDR-Aufstiegsstellen in Greifswald, Wernigerode und Lindenberg (Meteorologisches Observatorium Lindenberg).
Ab 1960 gab es in der Nähe zusätzlich die Wetterwarte Dresden-Klotzsche auf 227 m ü. NN in der Nähe des Flughafens Dresden-Klotzsche, die heute als Station des Deutschen Wetterdienstes (DWD) für den Dresdner Raum fungiert und die höhergelegene Station 1990 als Wetterdatenlieferant ablöste. Der DWD übernahm 1990 die Landeswetterwarte in der Schuchstraße 7 und machte daraus die Abteilung Klima- und Umweltberatung Dresden, die 2005 aufgelöst wurde.
Anfang 1991 ging das Eigentum an der Wetterwarte Wahnsdorf wieder an den Freistaat Sachsen über, ab Juli 1991 wurde der Standort Landesmessstelle für Luftschadstoffe und Umweltradioaktivität.

## Staatliche Betriebsgesellschaft für Umwelt und Landwirtschaft
Die Baulichkeiten der ehemaligen Wetterwarte wurden von 2008 bis 2012 saniert, u. a. wurde der weithin sichtbare, begehbare Turm gesichert, der 2012 eine neue Wetterfahne erhielt. Das Anwesen wird seit 2012 durch die Staatliche Betriebsgesellschaft für Umwelt und Landwirtschaft (BfUL) des Sächsischen Staatsministeriums für Umwelt und Landwirtschaft genutzt, die dort Sitz und Geschäftsführung hat.
Anlässlich des hundertjährigen Bestehens 2016 fand vor Ort am 3. September 2016 ein Tag der offenen Tür statt, bei der in den Gebäuden der Betriebsgesellschaft die vielfältigen Aktivitäten vorgestellt wurden, aber auch der sonst der Öffentlichkeit nicht zugängliche Turm zur Besichtigung geöffnet war. An jenem Wochenende wurde auch das 666-jährige Jubiläum der Ersterwähnung Wahnsdorfs mit einem Dorffest begangen.

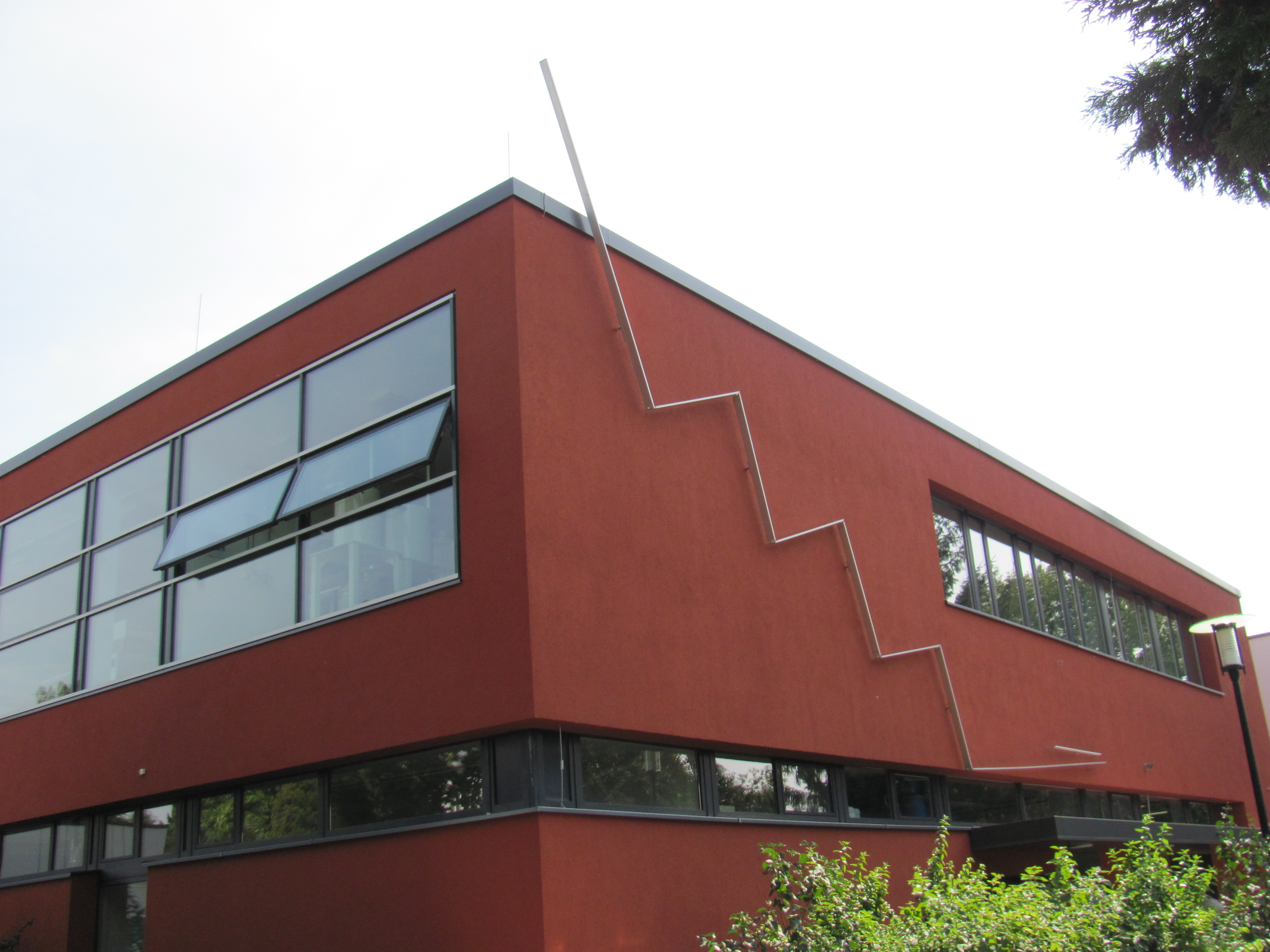
Kunst am Bau: Messkurve
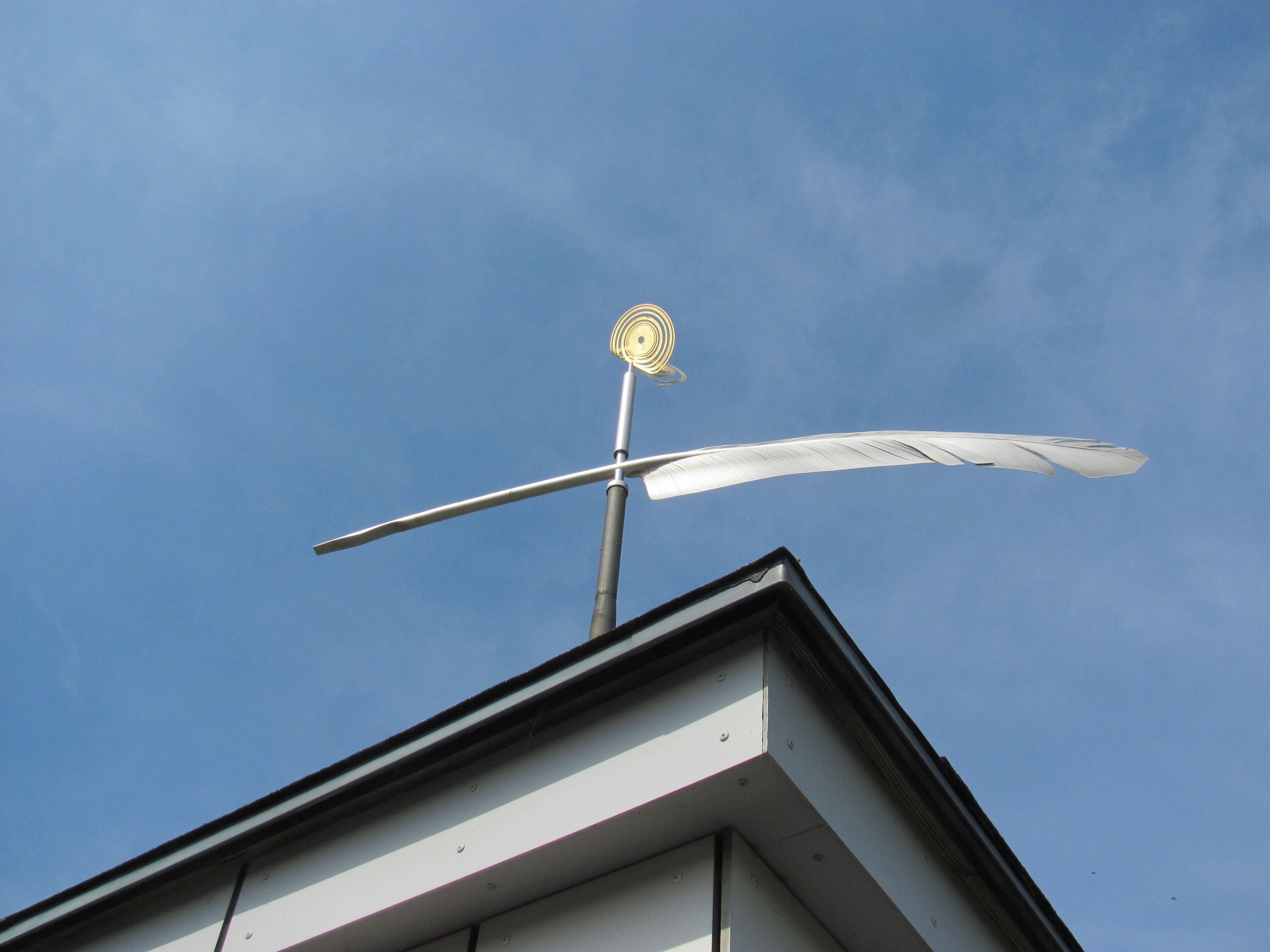
Kunst auf dem Bau: Wetterfahne
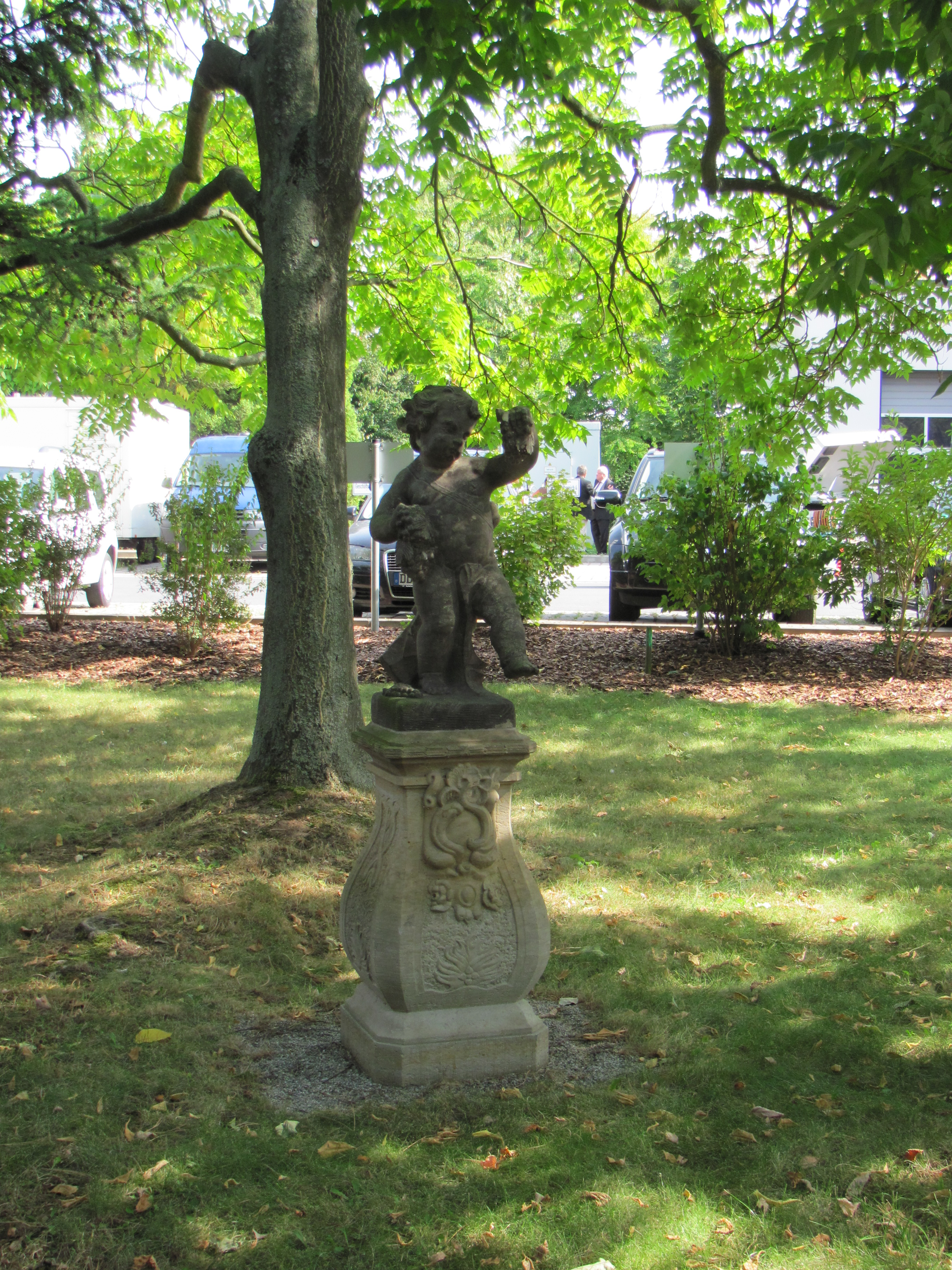
Historische Kunst im Grundstück

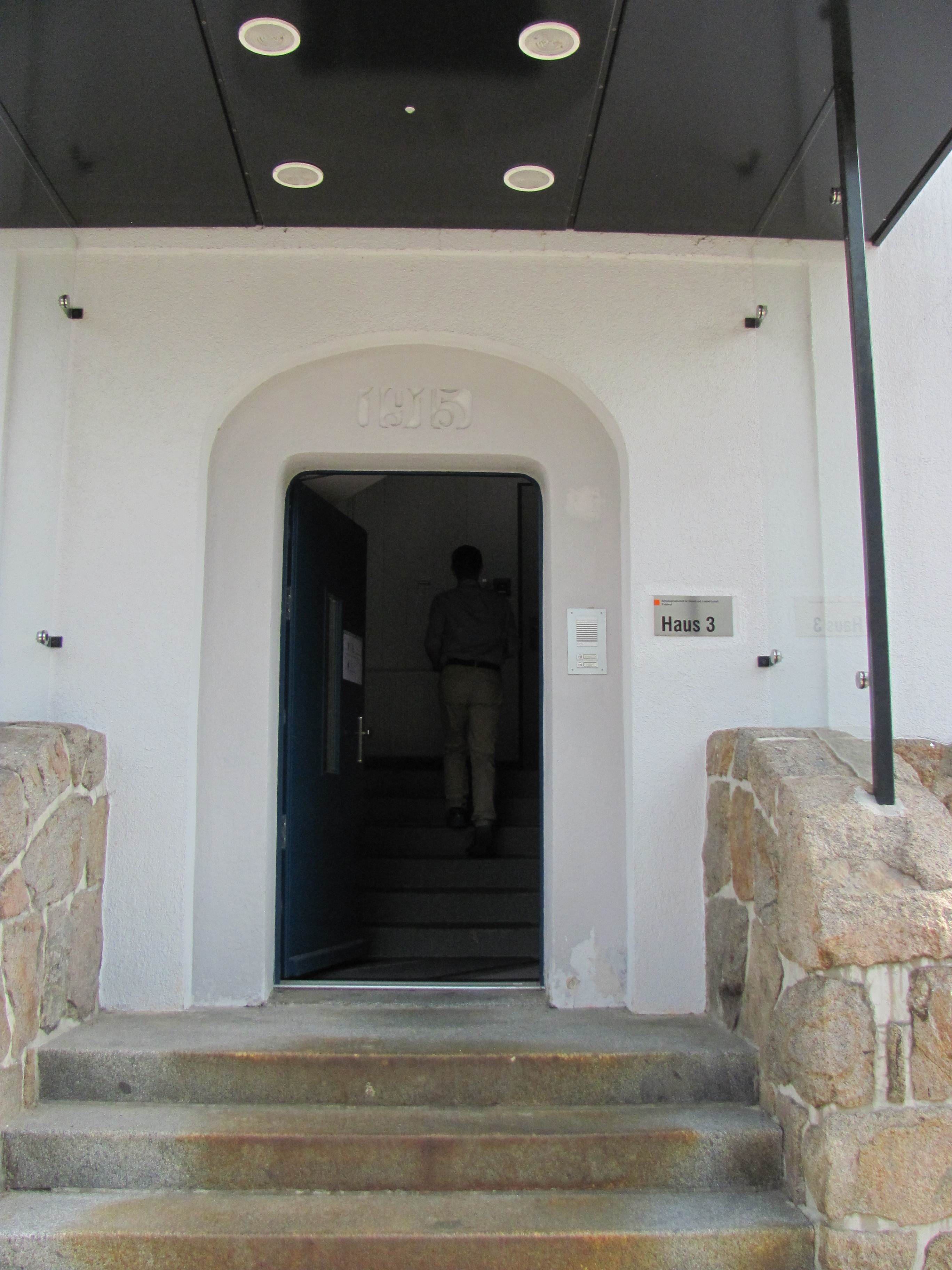
Eingang zum Treppenhaus, datiert auf 1915
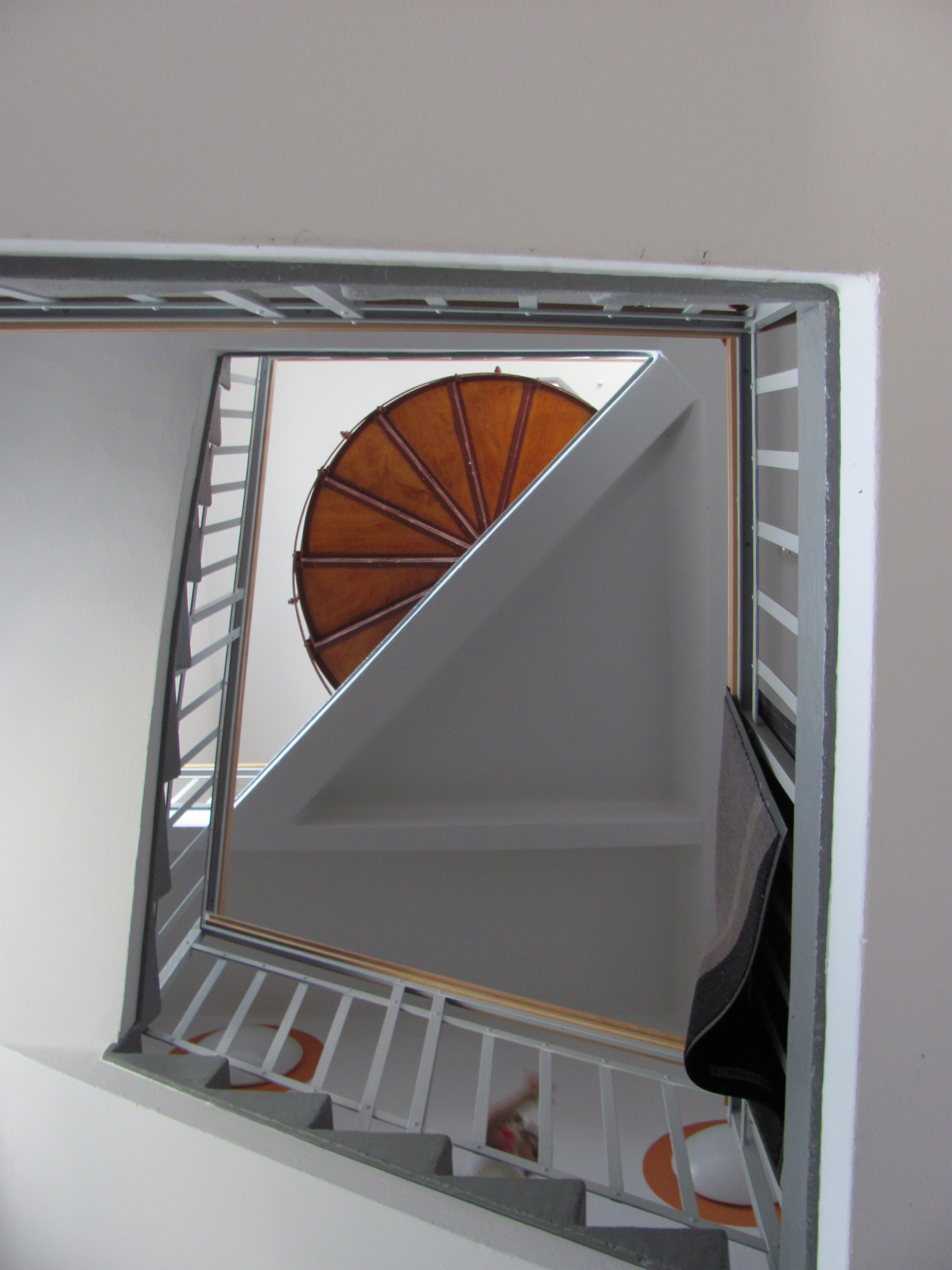
Treppenhaus zu den Büroetagen, in rot der Beginn der Turmtreppe
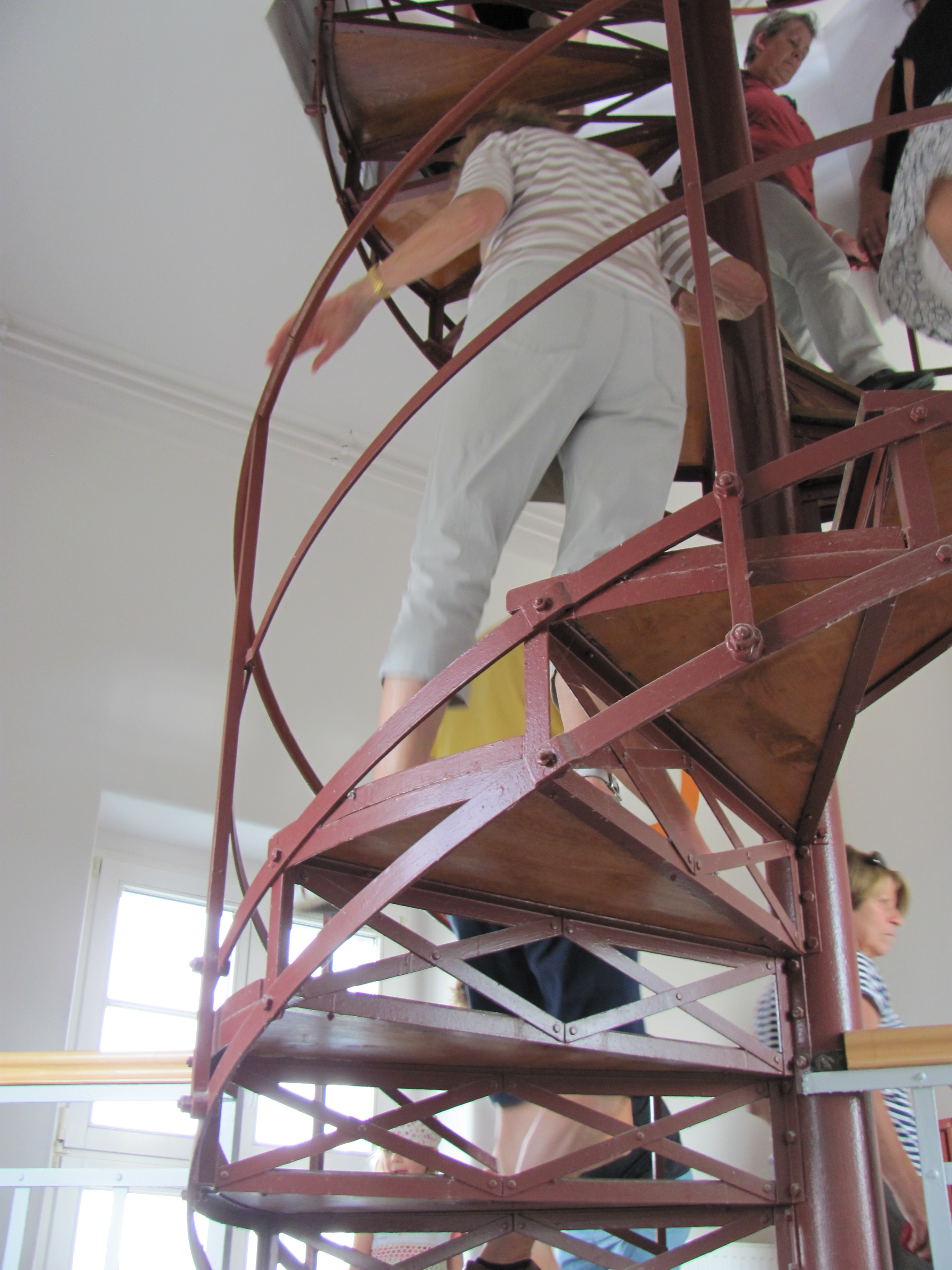
Eiserne Wendeltreppe zum Turm mit Gegenverkehr
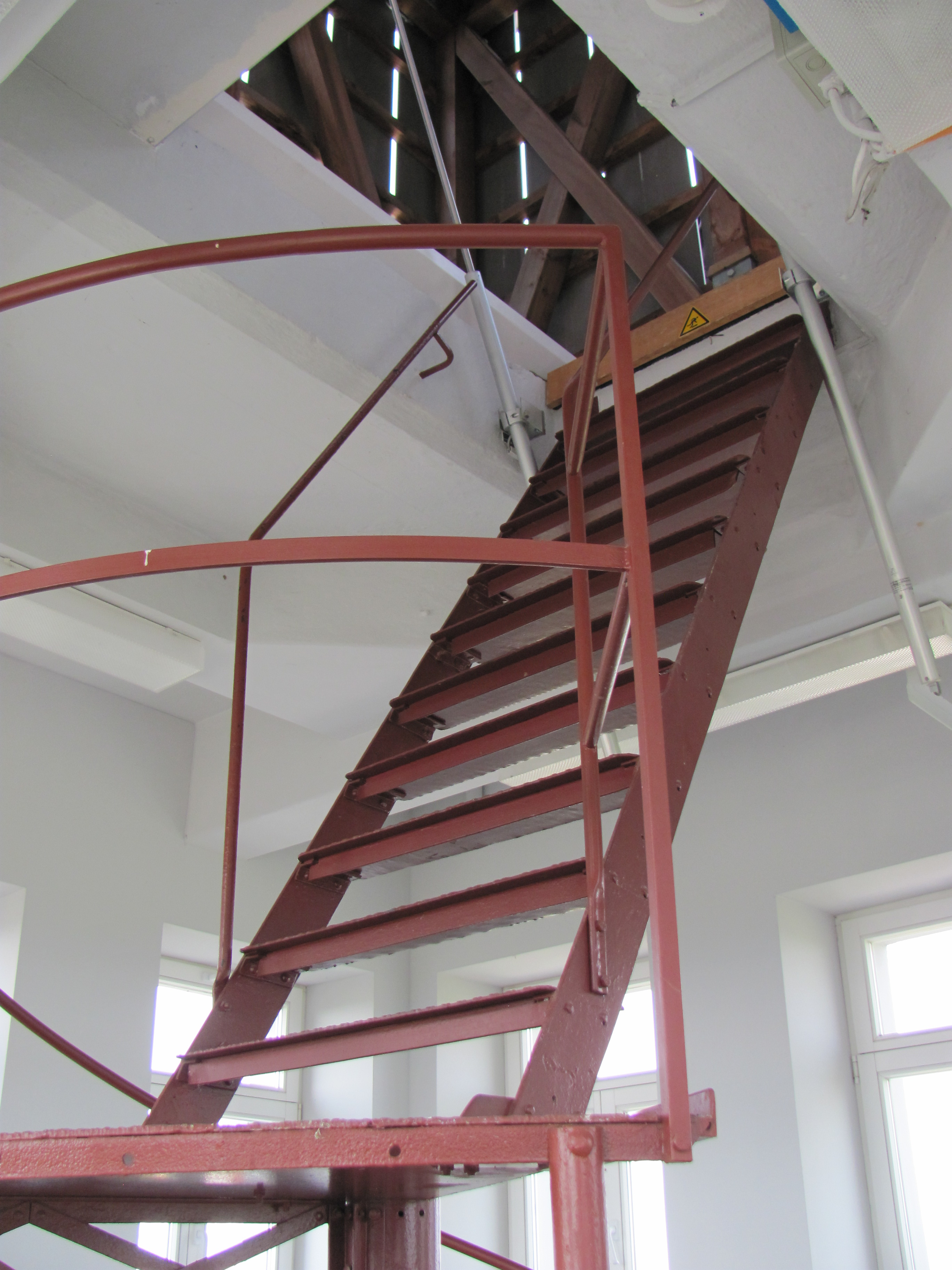
Eiserne Stiege zur Dachluke der Aussichtsplattform
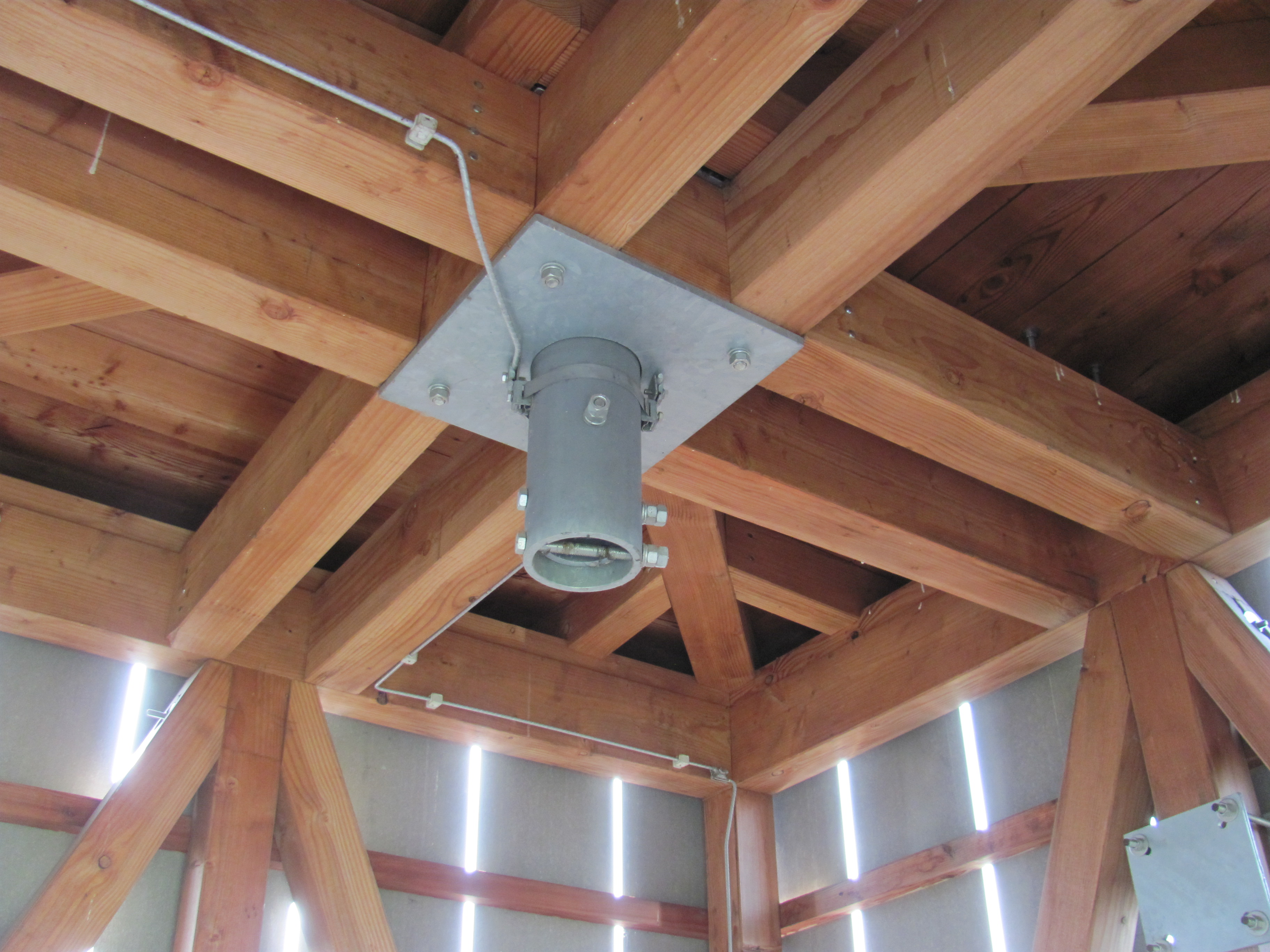
Im Dachgebälk des Plattformaufsatzes: Drehbefestigung der Wetterfahne